# Eslāmābād-e Mashāyekh
Eslāmābād-e Mashāyekh (persiska: اسلام آباد مشایخ) är en ort i Iran.   Den ligger i provinsen Kohgiluyeh och Buyer Ahmad, i den centrala delen av landet, 500 km söder om huvudstaden Teheran. Eslāmābād-e Mashāyekh ligger 1 200 meter över havet och antalet invånare är 437.
Terrängen runt Eslāmābād-e Mashāyekh är bergig åt nordväst, men åt sydost är den kuperad.Runt Eslāmābād-e Mashāyekh är det ganska glesbefolkat, med 47 invånare per kvadratkilometer. Närmaste större samhälle är Cheram, 11,2 km sydväst om Eslāmābād-e Mashāyekh. Omgivningarna runt Eslāmābād-e Mashāyekh är i huvudsak ett öppet busklandskap.